# Goudborsttiran
De goudborsttiran (Nephelomyias pulcher; synoniem: Myiophobus pulcher) is een zangvogel uit de familie Tyrannidae (tirannen).

## Verspreiding en leefgebied
Deze soort komt voor van Colombia tot Peru en telt drie ondersoorten:
- N. p. bellus: centraal Colombia en oostelijk Ecuador.
- N. p. pulcher: zuidwestelijk Colombia en noordwestelijk Ecuador.
- N. p. oblitus: zuidoostelijk Peru.

## Status
De grootte van de populatie is niet gekwantificeerd maar de soort wordt omschreven als vrij algemeen maar met een versnipperde verspreiding. Op de Rode lijst van de IUCN heeft deze soort de status niet bedreigd.